# منبر (شاهین‌دژ)
منبر روستایی از دهستان هولاسو، بخش مرکزی، شهرستان شاهین‌دژ، استان آذربایجان غربی در جنوب شرقی شاهین دژ قرار دارد.

## جمعیت
جمعیت این روستا در سال ۱۳۹۰، برابر با ۵۲۶ نفر و ۱۱۴ خانوار بوده‌است.